# همزاد (فیلم ۲۰۰۳)
«همزاد» (انگلیسی: Doppelganger (2003 film)) یک فیلم به کارگردانی کیوشی کوروساوا است که در سال ۲۰۰۳ منتشر شد. از بازیگران آن می‌توان به کوجی یاکوشو، هیرومو ناگاساگو، و آکیرا اموتو اشاره کرد.